# Chajniwka
Chajniwka (ukr. Хайнівка) – wieś na Ukrainie, w obwodzie kirowohradzkim, w rejonie kropywnyckim, w hromadzie Ołeksandriwka, nad Suchym Taszłykiem. W 2001 roku liczyła 57 mieszkańców.